# Busted (àlbum americà)
Busted és un àlbum recopilatori de la banda de Pop rock britànica, Busted, lliurat als Estats Units l'octubre del 2004. Deu de les dotze pistes han sigut senzills al Regne Unit.
El lliurament de l'àlbum va coincidir amb l'entrega del documental America or Busted, que és una crònica del malaurat intent de la banda per penetrar en el mercat Americà.

## Llista de pistes
1. "Air Hostess"
2. "What I Go to School For"
3. "Crashed the Wedding"
4. "3am"
5. "Teenage Kicks"
6. "She Wants to Be Me"
7. "You Said No"
8. "Thunderbirds Are Go!"
9. "Who's David"
10. "Year 3000"
11. "Sleeping with the Light On"
12. "Falling for You"